# Курецеле (комуна)
Курецеле (рум. Curățele) — комуна у повіті Біхор в Румунії. До складу комуни входять такі села (дані про населення за 2002 рік):
- Беюшеле (486 осіб)
- Кресуя (513 осіб)
- Курецеле (458 осіб) — адміністративний центр комуни
- Німеєшть (888 осіб)
- Почовеліште (390 осіб)

Комуна розташована на відстані 381 км на північний захід від Бухареста, 55 км на південний схід від Ораді, 90 км на захід від Клуж-Напоки, 139 км на північний схід від Тімішоари.

## Населення
За даними перепису населення 2002 року у комуні проживали 2735 осіб.
Національний склад населення комуни:
| Національність | Кількість осіб | Відсоток |
| -------------- | -------------- | -------- |
| румуни         | 2699           | 98,7%    |
| цигани         | 31             | 1,1%     |
| угорці         | 5              | 0,2%     |

Рідною мовою назвали:
| Мова      | Кількість осіб | Відсоток |
| --------- | -------------- | -------- |
| румунська | 2700           | 98,7%    |
| циганська | 30             | 1,1%     |
| угорська  | 5              | 0,2%     |

Склад населення комуни за віросповіданням:
| Релігія        | Кількість осіб | Відсоток |
| -------------- | -------------- | -------- |
| православні    | 2592           | 94,8%    |
| адвентисти     | 56             | 2,0%     |
| баптисти       | 44             | 1,6%     |
| п'ятдесятники  | 27             | 1,0%     |
| реформати      | 2              | 0,1%     |
| римо-католики  | 1              | < 0,1%   |
| греко-католики | 1              | < 0,1%   |